# Matematisk konstant
En matematisk konstant är en kvantitet vars värde inte förändras, i motsats till en variabel. De är vanligen reella tal eller komplexa tal och exempel på definierbara tal. Den mest berömda matematiska konstanten är troligtvis talet π ≈ 3,1415926535, som liksom de flesta intressanta konstanter har en oändlig decimalutveckling utan något synligt mönster. I motsats till fysikaliska konstanter kan matematiska konstanter fastställas utan mätningar.

## Egenskaper
Alla tänkbara tal kan förstås räknas som konstanter, men begreppet brukar användas för andra tal än heltalen och enkla bråk som 1/3 eller 0,1. Oftast avses tal som är särskilt intressanta eftersom de representerar något betydelsefullt, till exempel ett geometriskt förhållande som dyker upp i många problem. Matematiska konstanter är ofta irrationella, vilket betyder att de inte kan uttryckas som ett bråk a/b där a och b är heltal, alltså att deras decimalutveckling inte upprepar sig. Många är också transcendenta, vilket innebär att de inte alls kan konstrueras genom enkla räkneoperationer, även om man får ta till rotuttryck. En del av lockelsen i matematiska konstanter är att trots dessa egenskaper försöka hitta mönster i decimalutvecklingen och uttryck för talen som sätter dem i nya sammanhang.
Matematiker har genom alla tider intresserat sig för att beräkna konstanter med många siffrors noggrannhet. Ursprungligen var beräkningen av exempelvis π ett problem av praktisk betydelse, men i modern tid och särskilt sedan datorernas inträde kan de vanligaste konstanterna utan större problem beräknas med flera miljoner decimalers noggrannhet. Sådana beräkningar kan vara av praktiskt intresse för matematiker, men utförs främst för prestigens skull och för att testa superdatorer. Vissa konstanter kan dock, trots tillgången på datorer, ännu bara bestämmas med ett fåtal siffrors noggrannhet eftersom deras definitioner inte givit upphov till någon formel som lämpar sig väl för beräkning. Det finns även exempel på oberäkningsbara tal, som trots att de kan definieras har bevisats vara omöjliga att beräkna.

## Berömda konstanter
Ett flertal konstanter är så vanligt förekommande att de tilldelats egna namn. Listor över vilka av dessa som är allra viktigast kan variera i innehåll, men följande fem brukar ingå:
π, Arkimedes konstant

3,14159 26535 89793 23846 26433...
Det mest berömda talet inom matematiken, känt och flitigt studerat redan under antiken. π (pi) utgör förhållandet mellan en cirkels omkrets och diameter, och kallas även Arkimedes konstant efter Arkimedes som med geometriska metoder uppskattade dess värde med tre decimalers noggrannhet. I dag har man lyckats beräkna 1 241 100 000 000 decimaler. Talet är både irrationellt och transcendent, och fascinerar matematiker eftersom det dyker upp i formler från vitt skilda områden inom matematiken, från talteori till matematisk analys.
e, Eulers tal, Napiers konstant

2,71828 18284 59045 23536 02874...
Basen för den naturliga logaritmen.
√2, Pythagoras konstant

1,41421 35623 73095 04880 16887...
Kvadratroten ur två kan geometriskt tolkas som förhållandet mellan sidan och diagonalen i en kvadrat. Denna konstant var det första kända irrationella talet, en egenskap som upptäcktes av pythagoréerna, troligtvis Hippasos. Enligt legenden vägrade Pythagoras acceptera existensen av irrationella tal och mördade Hippasos som följd.
γ, Euler-Mascheronis konstant

0,57721 56649 01532 86060 65120...
Ett relativt okänt tal bland icke-matematiker, men inte desto mindre av stor matematisk betydelse. Definieras som skillnaden mellan summan 1/1 + 1/2 + 1/3 + ... + 1/n (den harmoniska serien) och den naturliga logaritmen av n då n går mot oändligheten. Uppträder främst inom talteori och har kopplingar till speciella funktioner som exempelvis Riemanns zetafunktion och gammafunktionen. Huruvida talet är irrationellt är ett av matematikens mest berömda olösta problem.
Φ, gyllene snittet

1,61803 39887 49894 84820 45868... = {\displaystyle {\frac {{\sqrt {5}}+1}{2}}}
Proportionen 1:Φ anses av många som särskilt estetiskt tilltalande och förekommer såväl i konst som i naturen. Det gyllene snittet är även viktigt matematiskt eftersom det förekommer i flera grundläggande identiteter, till exempel som ett förhållande mellan tal i Fibonacciföljden. Talet anses också fundamentalt eftersom det har den enklaste tänkbara kedjebråksframställningen, [1; 1, 1, 1, ...].